# Premier League Darts 2008
De Whyte & Mackey Premier League Darts 2008 was de vierde editie van de prestigieuze dartscompetitie van de PDC. Het evenement spreidde zich in het voorjaar van 2008 uit over veertien weken waarin evenveel speelronden werden gehouden, alsmede een afsluitende play-offavond. Op die avond maakten de beste vier spelers uit de competitieronde middels twee halve finales en een finalepartij uit wie het toernooi op z'n naam mocht schrijven. Net als alle drie de voorgaande edities werd het toernooi gewonnen door Phil Taylor.

## Locaties en speeldata
De Premier League Darts 2008 zal beginnen op 31 januari 2008.
| datum       | plaats      | hal                 |
| ----------- | ----------- | ------------------- |
| 31 januari  | Glasgow     | SECC                |
| 7 februari  | Plymouth    | Plymouth Pavilions  |
| 14 februari | Manchester  | M.E.N. Arena        |
| 21 februari | Coventry    | Ricoh Arena         |
| 28 februari | Bournemouth | BIC                 |
| 6 maart     | Nottingham  | Nottingham Arena    |
| 13 maart    | Sheffield   | Sheffield Arena     |
| 20 maart    | Brighton    | The Brighton Centre |

|  |

| datum              | plaats     | hal                              |
| ------------------ | ---------- | -------------------------------- |
| 27 maart           | Birmingham | National Indoor Arena            |
| 3 april            | Aberdeen   | Exhibition and Conference Centre |
| 10 april           | Liverpool  | Liverpool Echo Arena             |
| 17 april           | Londen     | Wembley Arena                    |
| 24 april           | Belfast    | Odyssey Arena                    |
| 1 mei              | Newcastle  | Metro Radio Arena                |
| 26 mei (play-offs) | Cardiff    | Cardiff International Arena      |

## Deelnemersveld
De deelnemers van deze vierde editie van de Premier League Darts zullen traditiegetrouw na de World Grand Prix bekend worden gemaakt. Dit betreft dan de zes hoogstgenoteerde spelers van de PDC Order of Merit op dat moment. Daarna zal organisator Barry Hearn in naam van de PDC Board of Directors de overige twee deelnemers aan de dartscompetitie door middel van wildcards inviteren. Meestal komen deze wildcards spelers met een bijzondere prestatie in het afgelopen jaar toe, zoals PDC-wereldkampioen Raymond van Barneveld, die vorig jaar nog niet in de top van het rankingsysteem stond. Dit jaar heeft PDC wereldkampioen John Part de eerste wildcard ontvangen. De tweede wildcard ging naar Wayne Mardle.
Op basis van de huidige Order of Merit en twee vergeven wildcards, ziet het deelnemersveld er voor de Premier League Darts 2008 als volgt uit: 
- Phil Taylor
- Raymond van Barneveld
- James Wade
- Terry Jenkins
- Peter Manley
- Adrian Lewis
- John Part (PDC wildcard)
- Wayne Mardle (Sky Sports wildcard)

## Competitieverslag

#### Eerste speelronde (Glasgow)
- Raymond van Barneveld (91.24) - Wayne Mardle (90.91) 8-4
- Adrian Lewis (87.97) - Terry Jenkins (86.76) 8-5
- Peter Manley (90.90) - John Part (94.33) 7-7
- Phil Taylor (93.76) - James Wade (94.77) 6-8*
- Hoogste finish: 157 - John Part

James Wade bracht Phil Taylor zijn allereerste nederlaag in de Premier League toe. De voorgaande 44 wedstrijden (waarvan zes play-offs) bleef Taylor ongeslagen, hiervan won hij 39 partijen, vijf eindigde in een gelijkspel.

#### Tweede speelronde (Plymouth)
- John Part (91.81) - Raymond van Barneveld (94.34) 4-8
- James Wade (88.29) - Terry Jenkins (89.34) 8-6
- Phil Taylor (95.71) - Adrian Lewis (96.71) 8-4
- Peter Manley (94.47) - Wayne Mardle (96.12) 7-7
- Hoogste finish: 104 - Terry Jenkins

#### Derde speelronde (Manchester)
- Terry Jenkins (96.09) - Phil Taylor (96.76) 8-5
- Raymond van Barneveld (96.58) - Peter Manley (91.56) 8-4
- Wayne Mardle (91.35) - John Part (95.90) 6-8
- Adrian Lewis (93.81) - James Wade (92.09) 7-7
- Hoogste Finish : 146 - Adrian Lewis

#### Vierde speelronde (Coventry)
- John Part (88.57) - James Wade (96.51) 4-8
- Wayne Mardle (84.92) - Adrian Lewis (91.70) 6-8
- Peter Manley (102.02) - Phil Taylor (94.96) 8-3
- Terry Jenkins (94.51) - Raymond van Barneveld (91.88) 8-5
- Hoogste finish: 156 - Terry Jenkins

#### Vijfde speelronde (Bournemouth)
- Adrian Lewis (84.17) - Peter Manley (85.70) 7-7
- Phil Taylor (96.97) - Wayne Mardle (88.43) 8-0
- James Wade (89.54) - Raymond van Barneveld (91.09) 6-8
- John Part (95.66) - Terry Jenkins (98.28) 2-8
- Hoogste finish: 160 - Peter Manley

#### Zesde speelronde (Nottingham)
- Wayne Mardle (91,92) - James Wade (92,61) 7-7
- Adrian Lewis (85,58) - John Part (85,20) 6-8
- Terry Jenkins (93,28)- Peter Manley (87,75) 7-7
- Raymond van Barneveld (94,10) - Phil Taylor (111,14) 3-8
- Hoogste finish: 167 - Phil Taylor

#### Zevende speelronde (Sheffield)
- Wayne Mardle (88,68) - Terry Jenkins (91,08) 8-5
- James Wade (97,60) - Peter Manley (91,53) 8-5
- Raymond van Barneveld (93,42) - Adrian Lewis (87,64) 8-2
- Phil Taylor (107,39) - John Part (102,74) 8-3
- Hoogste Finish : 164 - Phil Taylor

#### Achtste speelronde (Brighton)
- Terry Jenkins (96,42) - Adrian Lewis (101,81) 3-8
- Wayne Mardle (94,88) - Raymond van Barneveld (94,78) 8-5
- John Part (96,69) - Peter Manley (90,88) 8-5
- James Wade (102,13) - Phil Taylor (104,45) 4-8
- Hoogste finish: 164 - Phil Taylor

#### Negende speelronde (Birmingham)
- Terry Jenkins (88,62) - James Wade (101,76) 4-8
- Raymond van Barneveld (93,39) - John Part (89,34) 8-6
- Wayne Mardle (89,30) - Peter Manley (90,90) 8-5
- Phil Taylor (101,40) - Terry Jenkins (92.46) 7-7
- Hoogste finish: 114 - Wayne Mardle

#### Tiende speelronde (Aberdeen)
- Adrian Lewis (89,11) - Phil Taylor (104,38) 3-8
- Peter Manley (89,99) - Raymond van Barneveld (93,40) 8-6
- John Part (94,89) - Wayne Mardle (98,35) 5-8
- James Wade (103,15) - Adrian Lewis (76,09) 8-1
- Hoogste finish: 121 - Adrian Lewis

#### Elfde speelronde (Liverpool)
- James Wade (101,45) - Wayne Mardle (97,57) 8-5
- John Part (92,33) - Adrian Lewis (98,96) 2-8
- Peter Manley (102,96) - Terry Jenkins (98.74) 8-5
- Phil Taylor (103,02) - Raymond van Barneveld (94,96) 8-2
- Hoogste Finish : 170 - Adrian Lewis

#### Twaalfde speelronde (Wembley)
- Terry Jenkins (83,84) - Wayne Mardle (85,61) 7-7
- Peter Manley (89,67) - James Wade (92,61) 6-8
- Adrian Lewis (96.25) - Raymond van Barneveld (92.59) 4-8
- John Part (103.66) - Phil Taylor (111.74) 3-8
- Hoogste finish: 139 - Phil Taylor

#### Dertiende speelronde (Belfast)
- Peter Manley (89,79) - Adrian Lewis (91,04) 7-7
- Wayne Mardle (85,54) - Phil Taylor (107,21) 1-8
- Raymond van Barneveld (98,81) - James Wade (93,86) 8-6
- Terry Jenkins (93,13) - John Part (92,50) 5-8
- Hoogste finish: 161 - Terry Jenkins

#### Veertiende speelronde (Newcastle)
- James Wade (95,32) - John Part (97,68) 8-5
- Raymond van Barneveld (93,51) - Terry Jenkins (81,16) 8-1
- Adrian Lewis (92,23) - Wayne Mardle (87,75) 7-7
- Phil Taylor (107,21) - Peter Manley (101,59) 8-1
- Hoogste finish: 167 - Phil Taylor

## Stand
| Pos | Naam                  | Nation. | Wed | Win | Gel | Ver | +/− | Pnt |
| --- | --------------------- | ------- | --- | --- | --- | --- | --- | --- |
| 1   | Phil Taylor           | ENG     | 14  | 10  | 1   | 3   | +46 | 21  |
| 2   | James Wade            | ENG     | 14  | 9   | 2   | 3   | +22 | 20  |
| 3   | Raymond van Barneveld | NED     | 14  | 9   | 0   | 5   | +16 | 18  |
| 4   | Adrian Lewis          | ENG     | 14  | 4   | 4   | 6   | −12 | 12  |
| 5   | Wayne Mardle          | ENG     | 14  | 4   | 4   | 6   | −14 | 12  |
| 6   | Peter Manley          | ENG     | 13  | 3   | 5   | 6   | −12 | 11  |
| 7   | Terry Jenkins         | ENG     | 14  | 3   | 3   | 8   | −18 | 9   |
| 8   | John Part             | CAN     | 14  | 4   | 1   | 9   | −28 | 9   |

## Play-offs
|              | Naam        | Nation. |   | Naam                  | Nation. | Uitslag |
| ------------ | ----------- | ------- | - | --------------------- | ------- | ------- |
| Halve Finale | James Wade  | ENG     | - | Raymond van Barneveld | NED     | 11 - 8  |
| Halve Finale | Phil Taylor | ENG     | - | Adrian Lewis          | ENG     | 11 - 1  |
| Finale       | Phil Taylor | ENG     | - | James Wade            | ENG     | 16 - 8  |

## Prijzengeld
- £340,000
  - Winnaar £100,000
  - Runner-Up £50,000
  - Halvefinalisten £40,000 (ieder)
  - Vijfde plaats £27,500
  - Zesde plaats £25,000
  - Zevende plaats £22,500
  - Achtste plaats £20,000
  - Hoogste Checkout £1,000 op elke speelavond plus play-offs

Ter vergelijking met de Holsten Premier League Darts 2007 is het totale prijzengeld gestegen met £85,000.
2005 ·
2006 ·
2007 ·
2008 ·
2009 ·
2010 ·
2011 ·
2012 ·
2013 ·
2014 ·
2015 ·
2016 ·
2017 ·
2018 ·
2019 ·
2020 ·
2021 ·
2022 ·
2023 ·
2024 ·
2025